# Acrochaetiaceae
Famille
Les Acrochaetiaceae sont une famille d’algues rouges de l’ordre des Acrochaetiales.

## Étymologie
Le nom provient du genre type Acrochaetium, construit à partir du préfixe acro-, « extrémité ; sommet » (grec άκρος / ákros, bord), et du suffixe -chaeto, poil ; littéralement « extrémité poilue ».

## Liste des genres
Selon BioLib (25 décembre 2021) :
- Acrochaetium Naegeli
- Audouinella Bonnemaison
- Colaconema Batters
- Kylinia Rosenvinge
- Rhodochorton C. Naegeli

Selon ITIS (25 décembre 2021) :
- Acrochaetium Naegeli, 1858
- Audouinella Bonnemaison, 1828
- Kylinia Rosenvinge, 1909
- Rhodochorton C. Naegeli, 1862

Selon NCBI (25 décembre 2021) :
- Acrochaetium Naegeli in Naegeli & Cramer, 1858
- Audouinella Bory de Saint-Vincent, 1823
- Grania Kylin 1944
- Rhodochorton
- Rhododrewia Clayden & Saunders, 2014
- Schmitziella Bornet & Batters in Batters, 1892

Selon World Register of Marine Species (25 décembre 2021) :
- Acrochaetium Nägeli, 1858
- Audouinella Bory de Saint-Vincent, 1823
- Grania (Rosenvinge) Kylin, 1944
- Rhodochorton Nägeli, 1862 '1861'
- Rhododrewia S.L.Clayden & G.W.Saunders, 2014